# Brownsville (Kentucky)
Brownsville é uma cidade localizada no estado americano de Kentucky, no Condado de Edmonson.

## Demografia
Segundo o censo americano de 2000, a sua população era de 921 habitantes. 
Em 2006, foi estimada uma população de 1041, um aumento de 120 (13.0%).

## Geografia
De acordo com o United States Census Bureau tem uma área de 
4,1 km², dos quais 4,1 km² cobertos por terra e 0,0 km² cobertos por água. Brownsville localiza-se a aproximadamente 211 m acima do nível do mar.

## Localidades na vizinhança
O diagrama seguinte representa as localidades num raio de 28 km ao redor de Brownsville. 